# Allied Cab Manufacturing Company
Allied Cab Manufacturing Company war ein US-amerikanischer Hersteller von Automobilen.

## Unternehmensgeschichte
Das Unternehmen wurde 1932 in Elkhart in Indiana gegründet. Die Produktion von Automobilen begann im ehemaligen Werk der Elcar Motor Company. Der Markenname lautete während der gesamten Zeit Allied sowie 1933 auch Prosperity. 1935 endete die Produktion.

## Fahrzeuge
Im Angebot standen Taxis. Von 1932 bis 1934 gab es das Modell Allied, bevor 1935 der Super Allied folgte.
Die Ausführung, die nur 1933 unter der Marke Prosperity angeboten wurde, war mit lediglich zwölf Fahrzeugen wenig erfolgreich. Absatzmarkt war New York City. Der Radstand betrug 312 cm. Ein Sechszylindermotor von Continental trieb die Fahrzeuge an.